# سباستین کنایسل
سباستین کنایسل (انگلیسی: Sebastian Kneißl؛ زادهٔ ۱۳ ژانویهٔ ۱۹۸۳) بازیکن فوتبال اهل آلمان است.
از باشگاه‌هایی که در آن بازی کرده‌است می‌توان به باشگاه فوتبال ویونهوئه تاون، باشگاه فوتبال ای‌اف‌سی ویمبلدون، باشگاه فوتبال فورتونا دوسلدورف، باشگاه فوتبال چلسی، و باشگاه فوتبال داندی اشاره کرد.
وی همچنین در تیم‌های ملی فوتبال جوانان آلمان، و جوانان آلمان، بازی کرده‌است.